# Wahlkreis Pest I
Der Wahlkreis Pest I (Langform Wahlkreis Pest I – Belváros) war ein Wahlkreis im Komitat Pest-Pilis-Solt für die Wahlen des Abgeordnetenhauses im Ungarischen Reichstag (bis 1867 Landtag genannt).

## Beschreibung
Der Wahlkreis war einer von 21 Wahlkreisen des Pest-Pilis-Solt. Als einer von fünf Wahlkreisen des Stadtteils Pest von Budapest umfasste er größtenteils die Pester Innenstadt (ung. Belváros) bzw. den heutigen südlichen Teil des V. Budapester Bezirks. Vor der Entstehung von Budapest im Jahr 1873 war er einer der fünf Wahlkreise der eigenständigen Stadt Pest. Im Zuge der Komitatsreform 1876 wurden auch die Wahlkreise des Königreichs Ungarn reformiert. Der Wahlkreis Pest I wurde aufgelöst und zu den Wahlen 1878 in den Wahlkreis Budapest IV umgegliedert.

## Abgeordnete
Folgende Abgeordnete wurden bei den Wahlen im Wahlkreis Pest I gewählt:
| Name                                          | Partei                            | Wahl   | Amtszeit                              |
| --------------------------------------------- | --------------------------------- | ------ | ------------------------------------- |
| Lajos Kossuth                                 | –                                 | 1848   | 6. Juli 1848 – 13. August 1849        |
| Ferenc Deák                                   | Deák Párt (Deák-Partei)           | 1861   | 6. April 1861 – 22. August 1861       |
| Ferenc Deák                                   | Deák Párt (Deák-Partei)           | 1865   | 14. Dezember 1865 – 9. Dezember 1868  |
| Ferenc Deák                                   | Deák Párt (Deák-Partei)           | 1869   | 22. April 1869 – 15. April 1872       |
| Ferenc Deák                                   | Deák Párt (Deák-Partei)           | 1872   | 3. September 1872 – 24. Mai 1875      |
| Ferenc Deák                                   | Szabadelvű Párt (Liberale Partei) | 1875   | 30. August 1875 – 28. Januar 1876 (†) |
| Mihály Horváth                                | Szabadelvű Párt (Liberale Partei) | 1876 1 | 24. Februar 1876 – 29. Juni 1878      |
| 1 Nachwahl aufgrund des Todes von Ferenc Deák |                                   |        |                                       |